# کریم آصف
کریم آصف سیاست‌مدار و مدیر ارشد اجرایی ایرانی بود، که در دوره بیست و چهارم مجلس شورای ملی بعنوان نماینده دزفول از استان خوزستان در مجلس شورای ملی حضور داشت. پس از انقلاب ۱۳۵۷، اموالش توسط دولت جمهوری اسلامی تصرف شد.